# 152533 Aggas
152533 Aggas este o planetă minoră (asteroid) din centura de asteroizi. A fost descoperită pe 8 ianuarie 2007 la Mount Lemmon⁠(d) de Mount Lemmon Survey⁠(d). 
Obiectul prezintă o orbită caracterizată de o semiaxă mare de 2,2363507116635 UAi, o excentricitate de 0,1, o înclinație de 5,4 ° în raport cu ecliptica.